# Primer gabinete de Najib Razak
El primer gabinete de Najib Razak se anunció el 9 de mayo de 2009, una semana después de que Najib asumiera el gobierno tras la dimisión de Abdullah Ahmad Badawi el 3 de abril. Fue el decimoctavo gobierno de Malasia y, como todos los gobiernos entre 1957 y 2018, estuvo compuesto por miembros de la coalición Barisan Nasional (Frente Nacional) o su predecesora hasta 1973 la Alianza. El exdirector ejecutivo y director general de Malaysia Airlines, Idris Jala, se incorporó al nuevo gabinete el 28 de agosto de 2009, siendo el último ministro inaugural juramentado, ya que la mayoría prestaron juramento el 10 de mayo.
El gabinete sufrió una reducción de 32 a 28 miembros después de la llegada al poder de Najib. La organización del gabinete fue duramente criticada por el ex primer ministro Mahathir Mohamad. A continuación, una lista de los miembros del primer gabinete de Najib.

## Composición

### Ministros principales
| Ministerio                                                   | Ocupante                     | Partido       | Partido | Circunscripción     | Inicio               | Final                |
| ------------------------------------------------------------ | ---------------------------- | ------------- | ------- | ------------------- | -------------------- | -------------------- |
| Primer ministro                                              | Najib Razak                  |               | UMNO    | Pekan               | 3 de abril de 2009   | 15 de mayo de 2013   |
| Vice primer ministro                                         | Muhyiddin Yassin             |               | UMNO    | Pagoh               | 10 de abril de 2009  | 15 de mayo de 2013   |
| Ministro del Departamento del Primer Ministro                | Mohamed Nazri Abdul Aziz     |               | UMNO    | Padang Rengas       | 10 de abril de 2009  | 28 de agosto de 2009 |
| Ministro del Departamento del Primer Ministro                | Nor Mohamed Yakcop           | Tasek Gelugor | UMNO    |                     | 10 de abril de 2009  | 28 de agosto de 2009 |
| Ministro del Departamento del Primer Ministro                | Jamil Khir Baharom           | Senador       | UMNO    |                     | 10 de abril de 2009  | 28 de agosto de 2009 |
| Ministro del Departamento del Primer Ministro                | Koh Tsu Koon                 | Senador       |         | Gerakan             | 10 de abril de 2009  | 28 de agosto de 2009 |
| Ministro del Departamento del Primer Ministro                | Idris Jala                   | Senador       |         | Independiente       | 28 de agosto de 2009 | 15 de mayo de 2013   |
| Ministro del Departamento del Primer Ministro                | Palanivel Govindasamy        | Senador       |         | MIC                 | 9 de agosto de 2011  | 15 de mayo de 2013   |
| Ministro de Finanzas                                         | Najib Razak                  |               | UMNO    | Pekan               | 10 de abril de 2009  | 15 de mayo de 2013   |
| Ministro de Finanzas                                         | Ahmad Husni Hanadzlah        | Tambun        | UMNO    |                     | 10 de abril de 2009  | 15 de mayo de 2013   |
| Ministro de Malasia                                          | Ahmad Zahid Hamidi           |               | UMNO    | Bagan Datok         | 10 de abril de 2009  | 15 de mayo de 2013   |
| Ministro del Interior                                        | Hishammuddin Hussein         |               | UMNO    | Sembrong            | 10 de abril de 2009  | 15 de mayo de 2013   |
| Ministro de Comercio Internacional e Industria               | Mustapa Mohamed              |               | UMNO    | Jeli                | 10 de abril de 2009  | 15 de mayo de 2013   |
| Ministro de Educación                                        | Muhyiddin Yassin             |               | UMNO    | Pagoh               | 10 de abril de 2009  | 15 de mayo de 2013   |
| Ministro de Recursos Naturales y Medio Ambiente              | Douglas Uggah Embas          |               | PBB     | Betong              | 10 de abril de 2009  | 15 de mayo de 2013   |
| Ministro de Territorios Federales y Bienestar Urbano         | Raja Nong Chik Zainal Abidin |               | UMNO    | Senador             | 10 de abril de 2009  | 15 de mayo de 2013   |
| Ministro de Transporte                                       | Ong Tee Keat                 |               | MCA     | Pandan              | 10 de abril de 2009  | 4 de junio de 2010   |
| Ministro de Transporte                                       | Kong Cho Ha                  | Lumut         | MCA     | 4 de junio de 2010  | 15 de mayo de 2013   |                      |
| Ministro de Agricultura e Industria Agroalimentaria          | Noh Omar                     |               | UMNO    | Tanjong Karang      | 10 de abril de 2009  | 15 de mayo de 2013   |
| Ministro de Salud                                            | Liow Tiong Lai               |               | MCA     | Bentong             | 10 de abril de 2009  | 15 de mayo de 2013   |
| Ministro de Turismo                                          | Ng Yen Yen                   |               | MCA     | Raub                | 10 de abril de 2009  | 15 de mayo de 2013   |
| Ministro de Vivienda y Gobierno Local                        | Kong Cho Ha                  |               | MCA     | Lumut               | 10 de abril de 2009  | 15 de mayo de 2013   |
| Ministro de Vivienda y Gobierno Local                        | Chor Chee Heung              | Alor Setar    | MCA     | 10 de abril de 2009 | 15 de mayo de 2013   |                      |
| Ministro de Relaciones Exteriores                            | Anifah Aman                  |               | UMNO    | Kimanis             | 10 de abril de 2009  | 15 de mayo de 2013   |
| Ministro de Educación Superior                               | Mohamed Khaled Nordin        |               | UMNO    | Pasir Gudang        | 10 de abril de 2009  | 15 de mayo de 2013   |
| Ministro de Recursos Humanos                                 | Subramaniam Sathasivam       |               | MIC     | Segamat             | 10 de abril de 2009  | 15 de mayo de 2013   |
| Ministro de Comercio Interior, Cooperativas y Consumo        | Ismail Sabri Yaakob          |               | UMNO    | Bera                | 10 de abril de 2009  | 15 de mayo de 2013   |
| Ministro de Desarrollo Rural y Regional                      | Shafie Apdal                 |               | UMNO    | Semporna            | 10 de abril de 2009  | 15 de mayo de 2013   |
| Ministro de Obras                                            | Shaziman Abu Mansor          |               | UMNO    | Tampin              | 10 de abril de 2009  | 15 de mayo de 2013   |
| Ministro de Ciencia, Tecnología e Innovación                 | Maximus Johnity Ongkili      |               | PBS     | Kota Marudu         | 10 de abril de 2009  | 15 de mayo de 2013   |
| Ministro de Energía, Tecnología Verde y Agua                 | Peter Chin Fah Kui           |               | SUPP    | Miri                | 10 de abril de 2009  | 15 de mayo de 2013   |
| Ministro de Industrias de Plantaciones y Productos Básicos   | Bernard Giluk Dompok         |               | UPKO    | Penampang           | 10 de abril de 2009  | 15 de mayo de 2013   |
| Ministro de la Mujer, la Familia y el Desarrollo Comunitario | Sharizat Abdul Jalil         |               | UMNO    | Senador             | 10 de abril de 2009  | 8 de abril de 2012   |
| Ministro de la Mujer, la Familia y el Desarrollo Comunitario | Najib Razak                  | Pekan         | UMNO    | 8 de abril de 2012  | 15 de mayo de 2013   |                      |
| Ministro de Juventud y Deportes                              | Ahmad Shabery Cheek          |               | UMNO    | Kemaman             | 10 de abril de 2009  | 15 de mayo de 2013   |
| Ministro de Información, Comunicaciones, Artes y Cultura     | Rais Yatim                   |               | UMNO    | Jelebu              | 10 de abril de 2009  | 15 de mayo de 2013   |

### Viceministros
| Viceinisterio                                                     | Ocupante                    | Partido            | Partido | Circunscripción         | Inicio              | Final                   |
| ----------------------------------------------------------------- | --------------------------- | ------------------ | ------- | ----------------------- | ------------------- | ----------------------- |
| Viceministro del Departamento del Primer Ministro                 | Mashitah Ibrahim            |                    | UMNO    | Senador                 | 10 de abril de 2009 | 15 de mayo de 2013      |
| Viceministro del Departamento del Primer Ministro                 | Ahmad Maslan                | Pontian            | UMNO    |                         | 10 de abril de 2009 | 15 de mayo de 2013      |
| Viceministro del Departamento del Primer Ministro                 | Devamany S. Krishnasamy     |                    | MIC     | Cameron Highlands       | 10 de abril de 2009 | 15 de mayo de 2013      |
| Viceministro del Departamento del Primer Ministro                 | Murugiah Thopasamy          |                    | PPP     | Senador                 | 10 de abril de 2009 | 15 de mayo de 2013      |
| Viceministro del Departamento del Primer Ministro                 | Liew Vui Keong              |                    | LDP     | Sandakan                | 10 de abril de 2009 | 15 de mayo de 2013      |
| Viceministro de Finanzas                                          | Awang Adek Hussin           |                    | UMNO    | Senador                 | 10 de abril de 2009 | 15 de mayo de 2013      |
| Viceministro de Finanzas                                          | Chor Chee Heung             |                    | MCA     | Alor Setar              | 10 de abril de 2009 | 4 de junio de 2010      |
| Viceministro de Finanzas                                          | Donald Lim Siang Chai       | Senador            | MCA     | 4 de junio de 2010      | 15 de mayo de 2013  |                         |
| Viceministro de Defensa                                           | Abdul Latiff Ahmad          |                    | UMNO    | Mersing                 | 10 de abril de 2009 | 15 de mayo de 2013      |
| Viceministro del Interior                                         | Abu Seman Yusop             |                    | UMNO    | Masjid Tanah            | 10 de abril de 2009 | 15 de mayo de 2013      |
| Viceministro del Interior                                         | Jelaing Mersat              |                    | SPDP    | Saratok                 | 10 de abril de 2009 | 4 de junio de 2010      |
| Viceministro del Interior                                         | Lee Chee Leong              |                    | MCA     | Kampar                  | 4 de junio de 2010  | 15 de mayo de 2013      |
| Viceministro de Comercio Internacional e Industria                | Mukhriz Mahathir            |                    | UMNO    | Jerlun                  | 10 de abril de 2009 | 15 de mayo de 2013      |
| Viceministro de Comercio Internacional e Industria                | Jacob Dungau Sagan          |                    | SPDP    | Baram                   | 10 de abril de 2009 | 15 de mayo de 2013      |
| Viceministro de Educación                                         | Mohd Puad Zarkashi          |                    | UMNO    | Batu Pahat              | 10 de abril de 2009 | 15 de mayo de 2013      |
| Viceministro de Educación                                         | Wee Ka Siong                |                    | MCA     | Ayer Hitam              | 10 de abril de 2009 | 15 de mayo de 2013      |
| Viceministro de Recursos Naturales y Medio Ambiente               | Joseph Kurup                |                    | PBRS    | Pensiangan              | 10 de abril de 2009 | 15 de mayo de 2013      |
| Viceministro de Territorios Federales y Bienestar Urbano          | Saravanan Murugan           |                    | MIC     | Tapah                   | 10 de abril de 2009 | 15 de mayo de 2013      |
| Viceministro de Transporte                                        | Abdul Rahim Bakri           |                    | UMNO    | Kudat                   | 10 de abril de 2009 | 15 de mayo de 2013      |
| Viceministro de Transporte                                        | Robert Lau Hoi Chew         |                    | SUPP    | Sibu                    | 10 de abril de 2009 | 15 de mayo de 2013      |
| Viceministro de Transporte                                        | Jelaing Mersat              |                    | SPDP    | Saratok                 | 10 de abril de 2009 | 15 de mayo de 2013      |
| Viceministro de Agricultura e Industria Agroalimentaria           | Mohd Johari Baharum         |                    | UMNO    | Kubang Pasu             | 10 de abril de 2009 | 15 de mayo de 2013      |
| Viceministro de Agricultura e Industria Agroalimentaria           | Rohani Abdul Karim          |                    | PBB     | Batang Lupar            | 10 de abril de 2009 | 4 de junio de 2010      |
| Viceministro de Agricultura e Industria Agroalimentaria           | Chua Tee Yong               |                    | MCA     | Labis                   | 4 de junio de 2010  | 15 de mayo de 2013      |
| Viceministro de Salud                                             | Rosnah Abdul Rashid Shirlin |                    | UMNO    | Papar                   | 10 de abril de 2009 | 15 de mayo de 2013      |
| Viceministro de Turismo                                           | Sulaiman Abdul Rahman Taib  |                    | PBB     | Kota Samarahan          | 10 de abril de 2009 | 14 de diciembre de 2009 |
| Viceministro de Turismo                                           | James Dawos Mamit           | Mambong            | PBB     | 14 de diciembre de 2009 | 15 de mayo de 2013  |                         |
| Viceministro de Vivienda y Gobierno Local                         | Lajim Ukin                  |                    | UMNO    | Beaufort                | 10 de abril de 2009 | 15 de mayo de 2013      |
| Viceministro de Asuntos Exteriores                                | Kohillan Pillay             |                    | Gerakan | Senador                 | 10 de abril de 2009 | 15 de mayo de 2013      |
| Viceministro de Asuntos Exteriores                                | Lee Chee Leong              |                    | MCA     | Kampar                  | 10 de abril de 2009 | 4 de junio de 2010      |
| Viceministro de Asuntos Exteriores                                | Richard Riot Jaem           |                    | SUPP    | Serian                  | 4 de junio de 2010  | 15 de mayo de 2013      |
| Viceministro de Educación Superior                                | Saifuddin Abdullah          |                    | UMNO    | Temerloh                | 10 de abril de 2009 | 15 de mayo de 2013      |
| Viceministro de Educación Superior                                | Hou Kok Chung               |                    | MCA     | Kluang                  | 10 de abril de 2009 | 15 de mayo de 2013      |
| Viceministro de Recursos Humanos                                  | Mzanah Mazlan               |                    | UMNO    | Senador                 | 10 de abril de 2009 | 15 de mayo de 2013      |
| Viceministro de Comercio Interior, Cooperativas y Consumismo      | Tan Lian Hoe                |                    | Gerakan | Gerik                   | 10 de abril de 2009 | 15 de mayo de 2013      |
| Viceministro de Comercio Interior, Cooperativas y Consumismo      | Rohani Abdul Karim          |                    | PBB     | Batang Lupar            | 4 de junio de 2010  | 15 de mayo de 2013      |
| Viceministro de Desarrollo Rural y Regional                       | Hasan Malek                 |                    | UMNO    | Kuala Pilah             | 10 de abril de 2009 | 15 de mayo de 2013      |
| Viceministro de Desarrollo Rural y Regional                       | Joseph Entulu Belaun        |                    | PRS     | Selangau                | 10 de abril de 2009 | 15 de mayo de 2013      |
| Viceministro de Obras                                             | Yong Khoon Seng             |                    | SUPP    | Stampin                 | 10 de abril de 2009 | 15 de mayo de 2013      |
| Viceministro de Ciencia, Tecnología e Innovación                  | Fadillah Yusof              |                    | PBB     | Petra Jaya              | 10 de abril de 2009 | 15 de mayo de 2013      |
| Viceministro de Energía, Tecnología Verde y Agua                  | Noriah Kasnon               |                    | UMNO    | Sungai Besar            | 10 de abril de 2009 | 15 de mayo de 2013      |
| Viceministro de Industrias de Plantaciones y Productos Básicos    | Hamzah Zainudin             |                    | UMNO    | Larut                   | 10 de abril de 2009 | 15 de mayo de 2013      |
| Viceministro de Industrias de Plantaciones y Productos Básicos    | Palanivel Govindasamy       |                    | MIC     | Senador                 | 4 de junio de 2010  | 9 de agosto de 2011     |
| Viceministro de Desarrollo de la Mujer, la Familia y la Comunidad | Chew Mei Fun                |                    | MCA     | Senador                 | 10 de abril de 2009 | 4 de junio de 2010      |
| Viceministro de Desarrollo de la Mujer, la Familia y la Comunidad | Heng Seai Kie               | 4 de junio de 2010 | MCA     | Senador                 | 15 de mayo de 2013  |                         |
| Viceconsejero de Juventud y Deportes                              | Razali Ibrahim              |                    | UMNO    | Muar                    | 10 de abril de 2009 | 15 de mayo de 2013      |
| Viceconsejero de Juventud y Deportes                              | Wee Jeck Seng               |                    | MCA     | Tanjong Piai            | 10 de abril de 2009 | 4 de junio de 2010      |
| Viceconsejero de Juventud y Deportes                              | Gan Peng Sieu               | Senador            | MCA     | 4 de junio de 2010      | 15 de mayo de 2013  |                         |
| Viceministro de Información, Comunicaciones y Cultura             | Heng Seai Kie               |                    | MCA     | Senador                 | 10 de abril de 2009 | 4 de junio de 2010      |
| Viceministro de Información, Comunicaciones y Cultura             | Joseph Salang Gandum        |                    | PRS     | Julau                   | 10 de abril de 2009 | 15 de mayo de 2013      |
| Viceministro de Información, Comunicaciones y Cultura             | Maglin Dennis d'Cruz        |                    | PPP     | Senador                 | 4 de junio de 2010  | 15 de mayo de 2013      |